# Kenji Kitawaki
Kenji Kitawaki (japanisch 北脇 健慈 Kitawaki Kenji; * 15. September 1991 in Tama) ist ein japanischer Fußballspieler.

## Karriere
Kitawaki erlernte das Fußballspielen in der Jugendmannschaft von Tokyo Verdy und der Universitätsmannschaft der Nippon Sport Science University. Seinen ersten Vertrag unterschrieb er 2014 bei Tokyo Verdy. Der Verein spielte in der zweithöchsten Liga des Landes, der J2 League. Für den Verein absolvierte er vier Ligaspiele. Im Juli 2015 wurde er an den Suzuka Unlimited FC ausgeliehen. 2016 kehrte er zu Tokyo Verdy zurück. Für den Verein absolvierte er 15 Ligaspiele. 2017 wechselte er zum Drittligisten YSCC Yokohama. Für den Verein absolvierte er 47 Ligaspiele. 2019 wechselte er zum Ligakonkurrenten Blaublitz Akita. Mit Blaublitz feierte er 2020 die Meisterschaft der dritten Liga und den Aufstieg in die zweite Liga.

## Erfolge
Blaublitz Akita
- J3 League: 2020  ▲